# サソール
サソール（Sasol Ltd.）は、南アフリカ共和国のエネルギー、石油化学会社。日本では語尾を伸ばさずサソルと表記することも多い。
1950年に南アフリカ石炭石油公社を設立し、ガス化技術で燃料を生産した最初の会社。
同社は世界中で28,630人の従業員がいる。

## 歴史
- 1950年 - 創立。
- 1979年 - 株式公開。
- 2001年 - 日本支社設立。

## 主要事業部
- サソール・ケミカル
- サソール・エネルギー
- サソール・エコET
- サソール・ベンチャーズ

## スポンサード
1992年にはフォーミュラ1（F1）に参戦するジョーダン・グランプリのメインスポンサーとなり、1994年まで同チームにオイル類を供給していた。